# 顺福大桥
顺福大桥（越南语：／*/?）是越南岘港市跨越瀚江入海口的一座悬索桥。
桥梁为双向四车道全长1,850米，宽18米，主跨为405米，吊塔塔高为80米。顺福大桥在建成通车时是越南最长的悬索桥，总耗资6500亿越南盾，来自中国、古巴和加拿大的咨询公司提供了帮助。
顺福大桥于2003年开始施工，2009年7月19日竣工通车，时任越南总理的阮晉勇出席了竣工典礼。

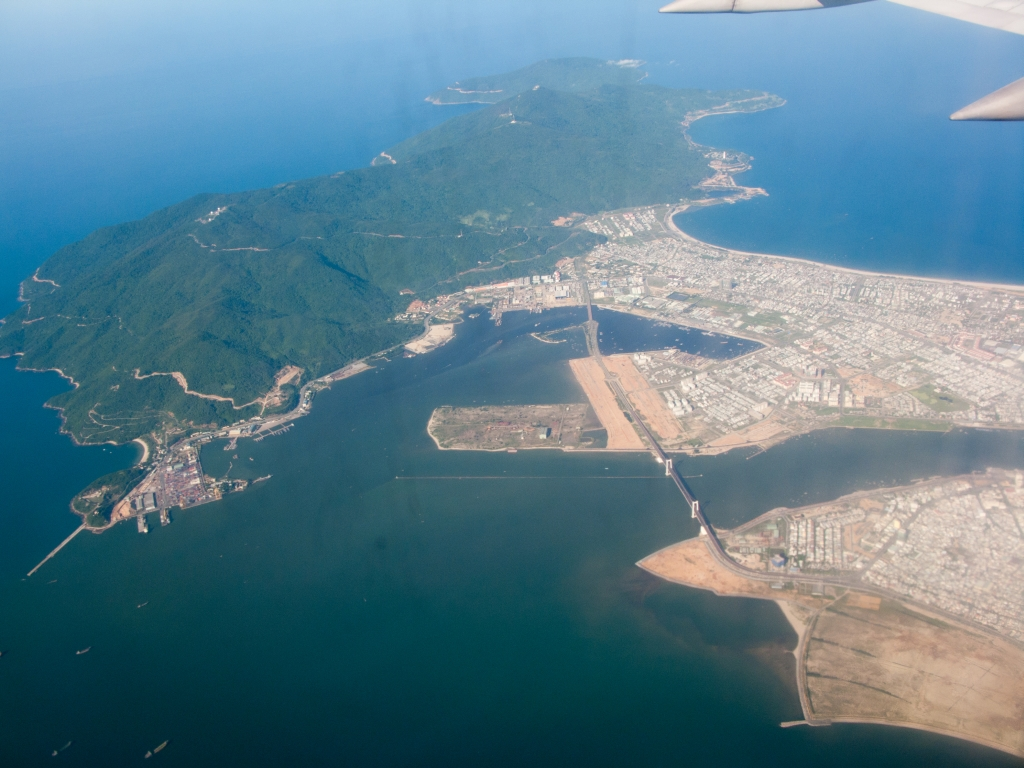
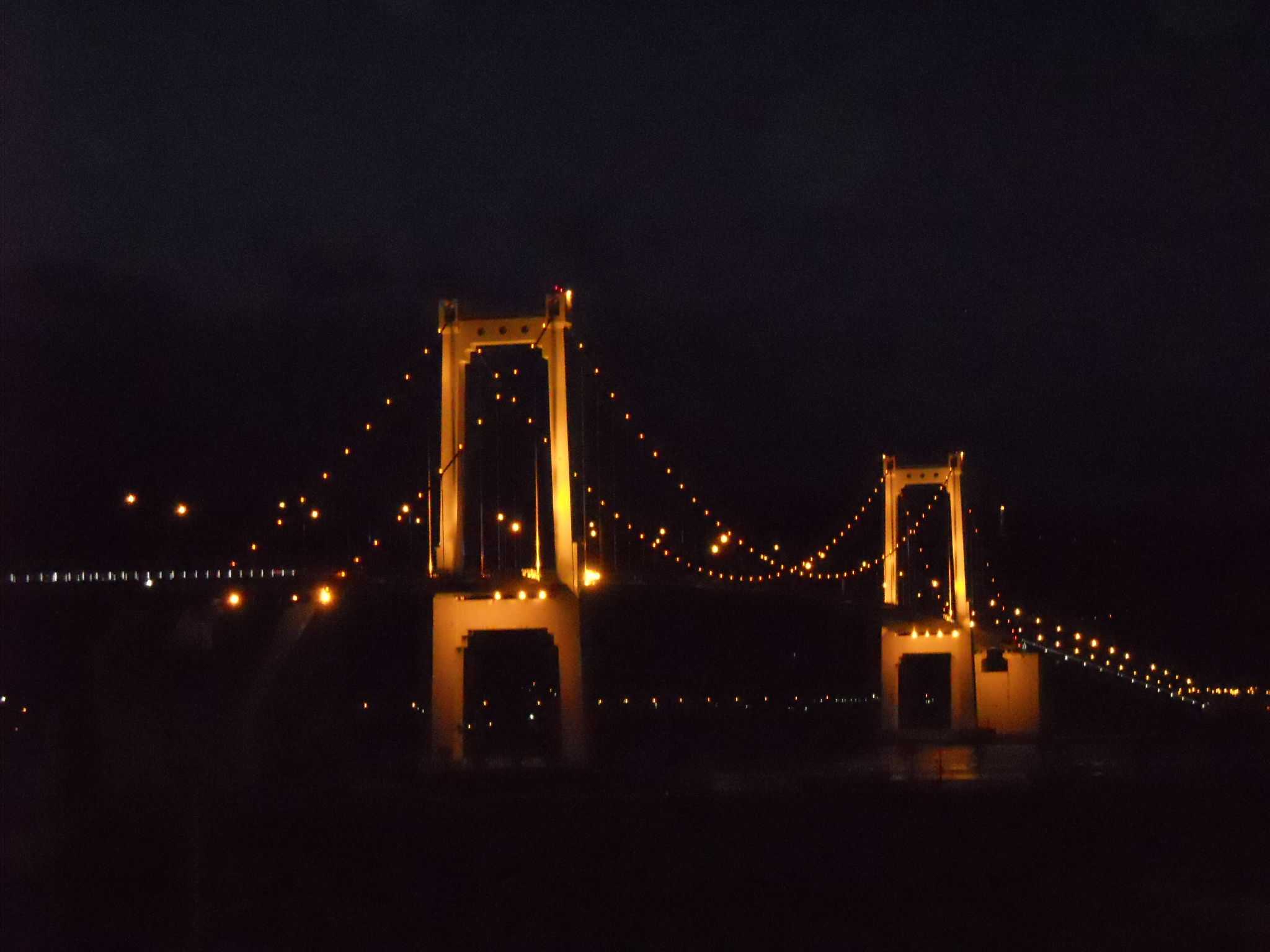
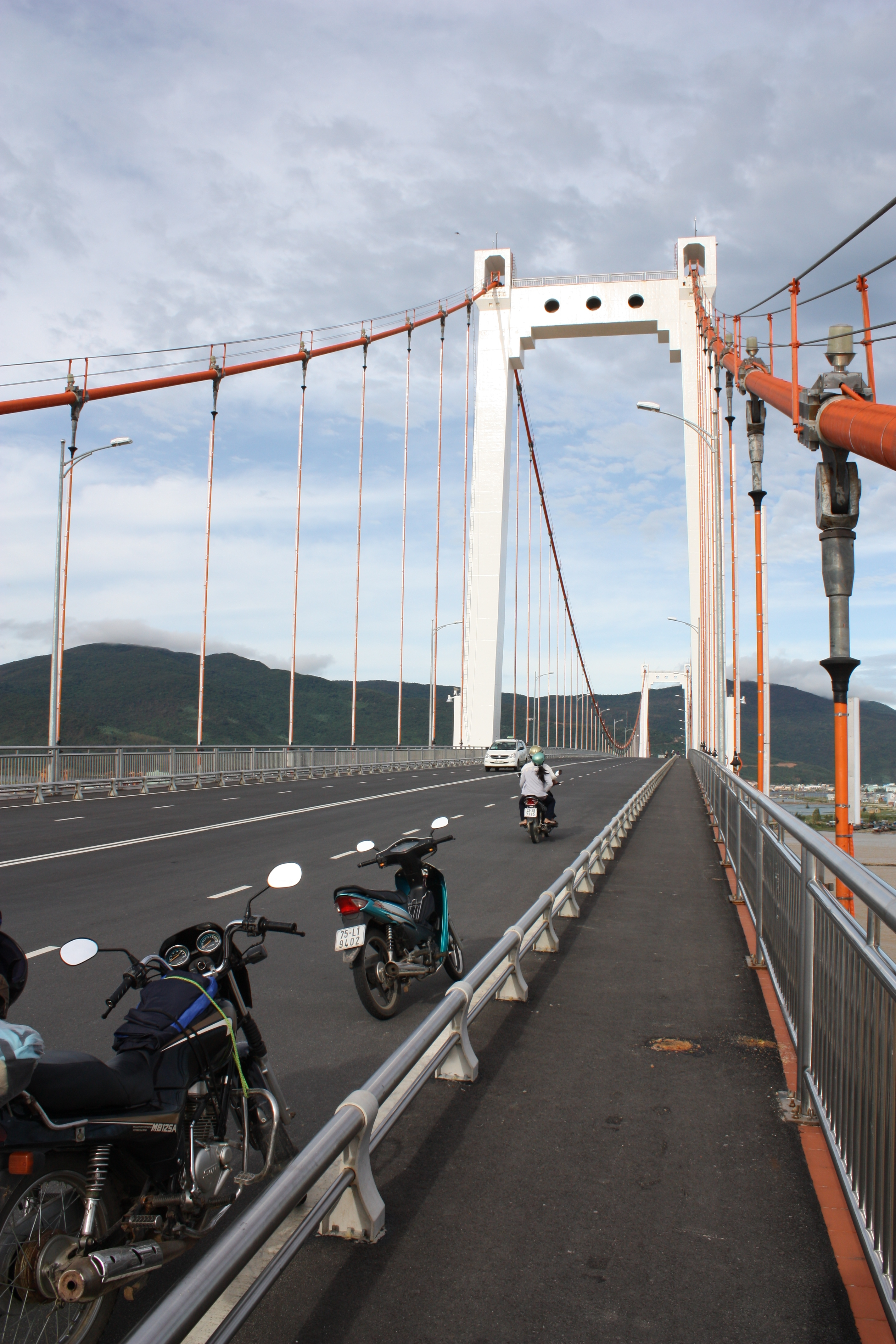
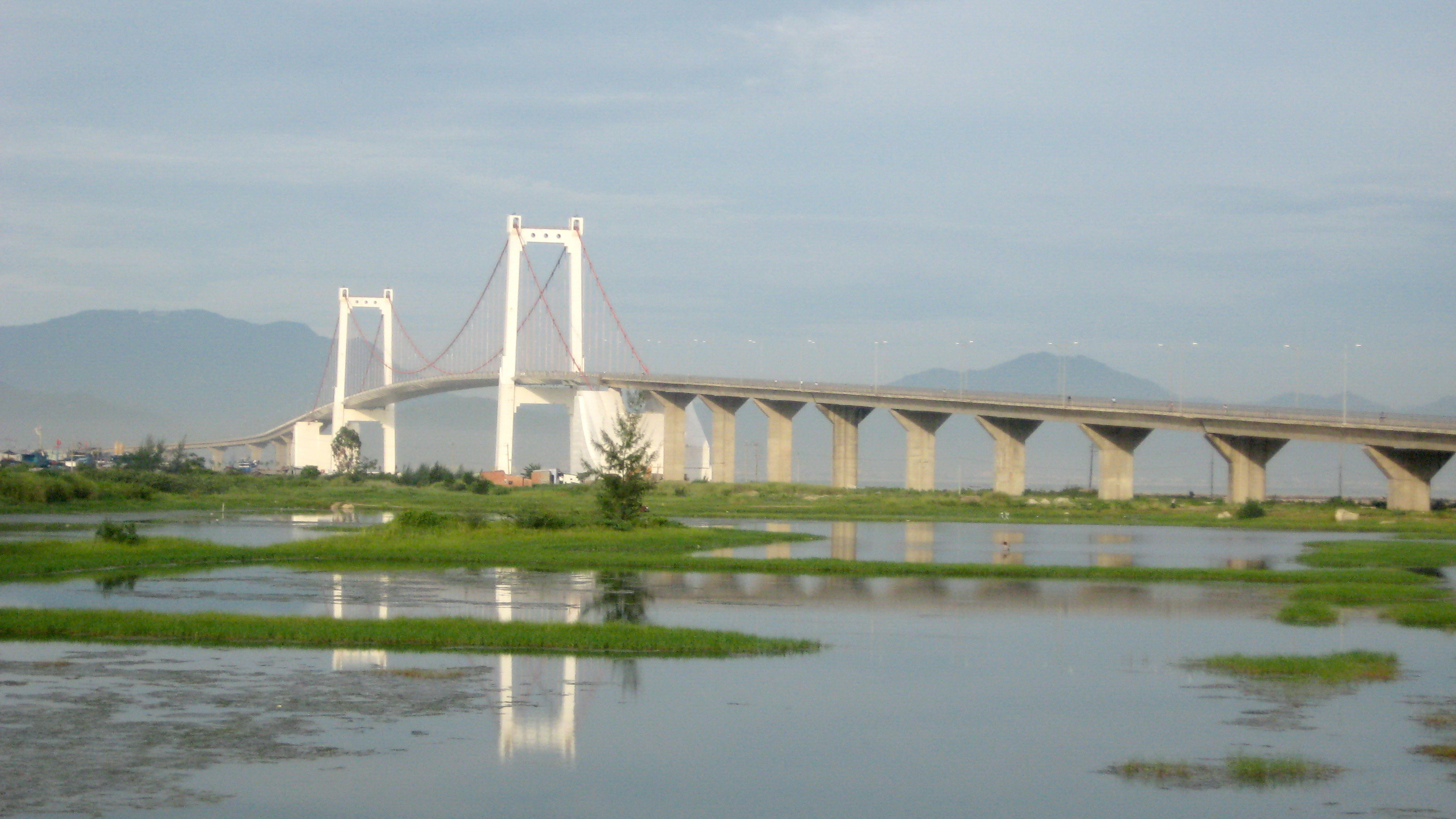